# Tractatus de Purgatorio Sancti Patricii
Il Tractatus de Purgatorio Sancti Patricii ("Trattato sul Purgatorio di San Patrizio") è un testo latino scritto verso il 1190 da un monaco cistercense del XII secolo, Enrico di Saltrey. L'opera fu successivamente tradotta in anglo-normanno dalla poetessa Maria di Francia con il titolo L'Espurgatoire Seint Patriz.
Si tratta della visione che vi ebbe il cavaliere Owen, che era al seguito di re Stefano che racconta un pellegrinaggio del 1153 al cosiddetto Purgatorio di San Patrizio, un'enorme caverna, il Lough Derg, in Irlanda del Nord, che si trova nei pressi del villaggio di Pettigo nella contea di Donegal, diocesi di Clogher. Quest'opera contribuì a far conoscere il gruppo di leggende sul famoso santo irlandese san Patrizio.

## Influenza culturale
Alla fine del XIV secolo il trovatore Raimon de Perilhos o de Perelhos è autore a sua volta di una relazione di un viaggio fatto al Purgatorio di San Patrizio.
Alla fine del XVIII secolo lo scrittore Robert Southey si ispirò all'opera di Enrico di Saltrey per scrivere il romanzo Saint Patrick's Purgatory (1798).